# سیدآباد (قهستان)
سیدآباد روستایی در دهستان قهستان بخش قهستان شهرستان درمیان استان خراسان جنوبی ایران است. بر پایه سرشماری عمومی نفوس و مسکن در سال ۱۳۹۰ جمعیت این روستا ۷۲ نفر (در ۲۳ خانوار) بوده‌است. این روستا دارای ۳ شهید می باشد.